# Čabradský Vrbovok
Čabradský Vrbovok (em húngaro Csábrágvarbók) é um vilarejo e município do distrito de Krupina, da região de Banská Bystrica, Eslováquia.
O vilarejo é melhor conhecido por causa das ruínas do castelo Čabraď.

## História
O vilarejo foi citado pela primeira vez em registros históricos no ano de 1135. Em 1256, o rei Bela IV mandou colonizadores vindos de Hontianske Nemce para cá. Suas terras pertenceram a várias famílias feudais, entre elas a Casa de Koháry. Em 1817, a família Saxe-Coburgo-Gota passou a ser a nova dona.

## Demografia
| Ano:        | 1994 | 2004   | 2014   | 2024   |
| ----------- | ---- | ------ | ------ | ------ |
| Broj ljudi: | 289  | 273    | 254    | 230    |
| Razlika:    |      | -5,53% | -6,95% | -9,44% |

| Ano:               | 2023 | 2024   |
| ------------------ | ---- | ------ |
| Número de pessoas: | 239  | 230    |
| Diferença:         |      | -3,76% |